# Rödgumpad hackspett
Rödgumpad hackspett (Veniliornis kirkii) är en fågel i familjen hackspettar inom ordningen hackspettartade fåglar.

## Utseende
Rödgunmpad hackspett är en liten hackspett med olivbrun ovansida och undersidan tvärbandad i brunt och vitt. Båda könen har gult i nacken och en röd övergump. Hanen har även röd hjässa.

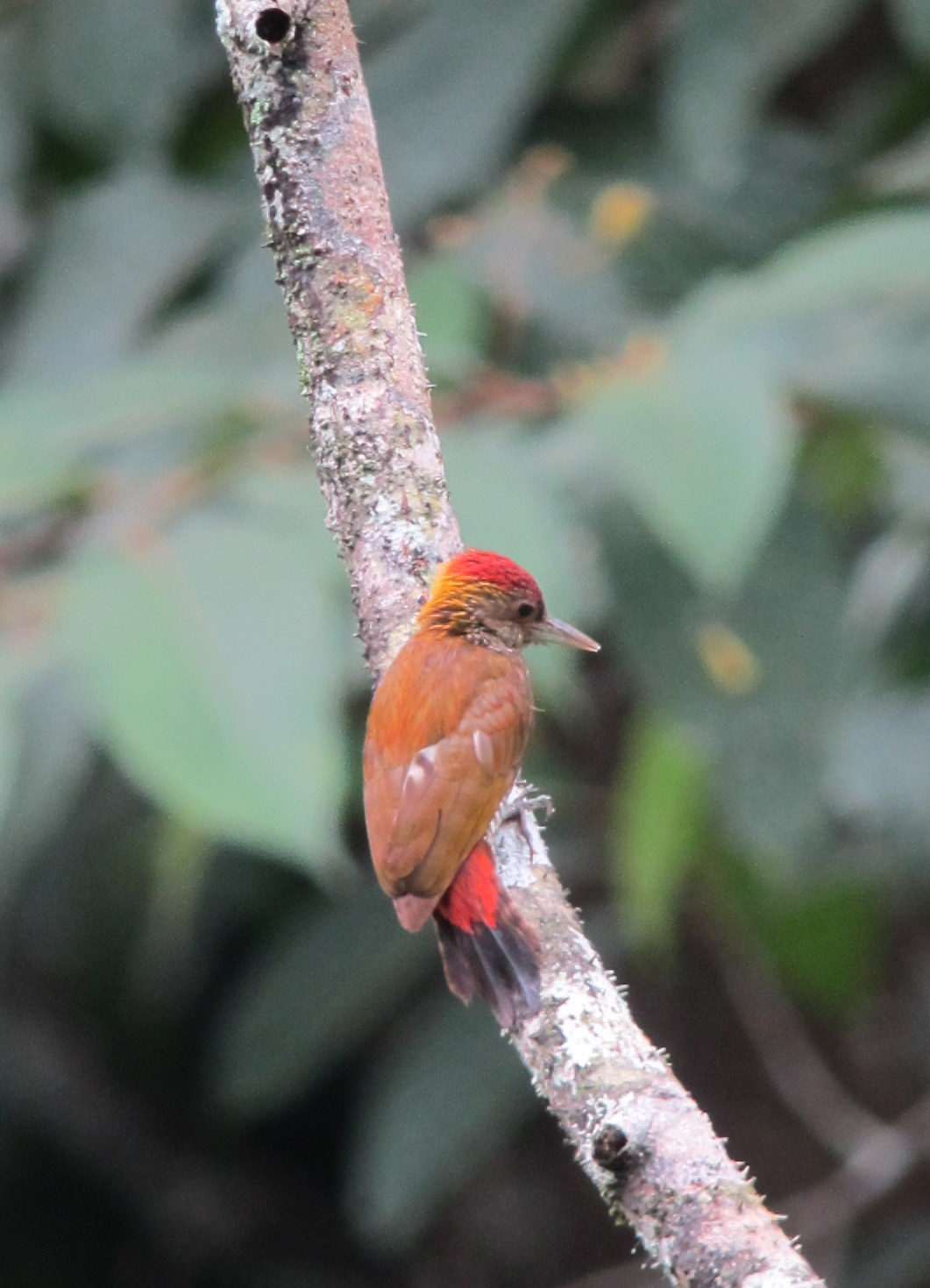

## Utbredning och systematik
Rödgumpad hackspett delas in i fem underarter med följande utbredning:
- neglectus – sydvästra Costa Rica och västra Panama, Coiba Island
- cecilii – östra Panama till västra Colombia, västra Ecuador och nordligaste Peru
- kirkii – Trinidad och Tobago, Pariahalvön i nordöstra Venezuela
- continentalis – norra och västra Venezuela
- monticola – i tepuis i sydöstra Venezuela (Roraima och Uei-Tepui)

### Släktestillhörighet
Arten placeras traditionellt i släktet Veniliornis. DNA-studier visar dock att övervägande amerikanska hackspettar som tidigare förts till Picoides står närmare Venilliornis än typarten i släktet, tretåig hackspett. Olika auktoriteter behandlar dessa resultat på varierande sätt, där dessa hackspettar oftast lyfts ut i de mindre släktena Dryobates och Leuconotopicus, som successivt är Veniliornis-arternas närmaste släktingar. Tongivande Clements et al har istället valt att inkludera alla i ett expanderat Dryobates.

## Levnadssätt
Rödgumpad hackspett hittas i låglänta skogar, ungskog och mangrove. Den ses enstaka eller i par, ofta som en del av kringvandrande artblandade flockar.

## Status och hot
Arten har ett stort utbredningsområde, men tros minska i antal, dock inte tillräckligt kraftigt för att den ska betraktas som hotad. Internationella naturvårdsunionen IUCN listar arten som livskraftig (LC). Beståndet uppskattas till i storleksordningen en halv miljon till fem miljoner vuxna individer.

## Namn
Fågelns vetenskapliga artnamn hedrar en John Kirk, samlare av specimen på Tobago.